# J'adore Huckabees
Pour plus de détails, voir Fiche technique et Distribution.
J'♥ Huckabees ou J'adore Huckabees (I ♥ Huckabees ou I Heart Huckabees) est une comédie américano-britanico-allemande coécrite et réalisée par David O. Russell sorti en 2004.
Le titre promotionnel en anglais et en français remplace le verbe par une image de cœur.

## Synopsis
Albert Markovski vit une série de coïncidences troublantes dont le sens lui échappe. Avec l'aide de deux détectives existentiels, Bernard et Viviane Jaffe, Albert analyse sa vie, ses relations amoureuses, et son conflit avec Brad Stand, un jeune cadre dynamique et ambitieux chez Huckabees.
Lorsque Brad engage les mêmes détectives qu'Albert, ceux-ci commencent à creuser dans son apparente vie parfaite et dans sa relation avec sa petite amie Dawn Campbell qui travaille aussi chez Huckabees.

## Fiche technique
- Titre original : I ♥ Huckabees ou I Heart Huckabees
- Titre français : J'♥ Huckabees ou J'adore Huckabees
- Réalisation : David O. Russell
- Scénario : David O. Russell & Jeff Baena
- Directeur artistique : Seth Reed
- Distribution des rôles : Mary Vernieu
- Décors : K.K. Barrett
- Décorateur de plateau : Gene Serdena
- Costumes : Mark Bridges
- Photographie : Peter Deming
- Montage : Robert K. Lambert
- Musique : Jon Brion
- Producteurs : Gregory Goodman, David O. Russell et Scott Rudin
- Coproducteur : Dara Weintraub
- Producteur exécutif : Michael Kuhn
- Sociétés de production : Fox Searchlight Pictures
- Société de distribution : Fox Searchlight Pictures (États-Unis), Twentieth Century Fox France (France)
- Pays d'origine :  États-Unis,  Royaume-Uni,  Allemagne
- Langue originale : anglais
- Format : 35 mm - 2.35:1 - Mono
- Genre : Comédie
- Durée : 106 minutes
- Budget : 20 000 000 $
- Dates de sortie en salles :
  - États-Unis :
    - 10 septembre 2004 (Festival international du film de Toronto)
    - 1er octobre 2004 (sortie nationale)

  - France : 27 avril 2005

## Distribution
- Jason Schwartzman (VF : Jean-Christophe Dollé) : Albert Markovski
- Isabelle Huppert (VF : elle-même) : Catherine Vauban
- Dustin Hoffman (VF : Gérard Rinaldi) : Bernard
- Lily Tomlin (VF : Pascale Jacquemont) : Vivian
- Jude Law (VF : Jean-Pierre Michaël) : Brad Stand
- Mark Wahlberg (VF : Éric Herson-Macarel) : Tommy Corn
- Naomi Watts (VF : Laurence Dourlens) : Dawn Campbell
- Angela Grillo (VF : Brigitte Virtudes) : Angela Franco
- Ger Duany (en) (VF : Serge Faliu) : M. Nimieri
- Darlene Hunt (en) (VF : Natacha Muller) : Darlene
- Kevin Dunn : Marty
- Ben Hernandez Bray : Davy
- Richard Appel : Josh
- Benjamin Nurick (VF : Stéphane Ronchewski) : Harrison
- Tippi Hedren (VF : Martine Messager) : Mary Jane Hutchinson
- Saïd Taghmaoui (VF : lui-même) : l'interprète
- Jean Smart (VF : Josiane Pinson) : Mme Hooten
- Sydney Zarp (VF : Edwige Lemoine) : Cricket
- Jonah Hill (VF : Christophe Lemoine) : Bret
- Isla Fisher (VF : Laura Préjean) : Heather
- Bob Gunton (VF : Guy Lemarque) : M. Silver
- Talia Shire : Mme Silver
- Shania Twain (VF : Françoise Cadol) : elle-même
- Jake Hoffman : Valet
- Richard Jenkins (VF : Max André) : M. Hooten (non crédité)

## Autour du film
- Britney Spears a auditionné deux fois pour le rôle de Dawn Campbell[1]. Gwyneth Paltrow était pressentie pour incarner le même rôle, mais dû décliner en raison du décès de son père[1].
- Talia Shire, qui incarne la mère d'Albert, n'est autre que la mère de Jason Schwartzman (interprète d'Albert).
- Isabelle Huppert tourne ici son quatrième film américain après La Porte du paradis, Faux témoin et Amateur.
- Isla Fisher, qui incarne la jeune remplaçante de Naomi Watts pour l'image d'Huckabees, est australienne comme Watts.
- J'Adore Huckabees est le premier film de l'acteur Jonah Hill. Ami de Rebecca et Jake Hoffman, enfants de Dustin Hoffman, le comédien, séduit par le talent du jeune homme, l'aide à passer une audition pour obtenir un rôle dans le film.
- Bien qu'il s'agisse de leur premier film ensemble, Lily Tomlin et Dustin Hoffman ont failli tourner dans Popeye, de Robert Altman[1],[2]
- En mars 2007, deux vidéos sont diffusées sur YouTube montrant des disputes sur le plateau entre David O. Russell et Lily Tomlin. L'une des vidéos (la scène du bureau[3]) où Jason Schwartzman et Dustin Hoffman sont présents, montre que Russell débute la scène et que Tomlin critique le style de réalisation de O. Russell, provoquant une dispute. Une autre vidéo, une scène dans la voiture[4]  (qui ne fut pas utilisée au montage final), où figurent Mark Wahlberg, Isabelle Huppert, Dustin Hoffman et Naomi Watts, Tomlin crie des obscénités à Russell et lui fait un doigt d'honneur. Elle crie aussi sur Hoffman et Naomi Watts quand ils lui demandent de continuer la scène. Les vidéos sont largement considérées comme des mises en scènes. Toutefois, aucun des acteurs et l'équipe n'a confirmé ou infirmé cette théorie[1]. Lorsque le Miami New Times a questionné Tomlin sur les vidéos lors d'une interview pour son prochain spectacle au Centre Carnaval des arts du spectacle, Lily Tomlin a répondu :

« J'aime David. Il y avait beaucoup de pression pour faire le film, même la façon dont il est sorti, on pouvait voir qu'il s'agissait d'une association très libre, un film de fou, et David était sous une énorme quantité de pression. »

## Réception

### Box-office
J'adore Huckabees n'a pas rencontré le succès commercial lors de sa sortie en salles, rapportant que 20 072 172 $ de recettes mondiales, dont 12 785 432 $ aux États-Unis, pour un budget de 20 000 000 $.
Le film est d'abord distribué en sortie limitée sur le territoire américain en engrangeant 292 177 $ le week-end de sa sortie, tout en occupant la vingt-quatrième place du box office, avant de connaître une diffusion à grande échelle trois semaines plus tard avec 2 902 468 $ récoltés en week-end, se positionnant en dixième position du box-office américain . En France, il passe également inaperçu avec seulement 30 798 entrées durant son exploitation dans les salles.

### Accueil critique
J'adore Huckabees a globalement reçu un accueil critique favorable dans les pays anglophones, récoltant 62 % d'avis favorables sur le site Rotten Tomatoes, basé sur 186 commentaires collectés et une note moyenne de 6,3⁄10 et une moyenne de 55⁄100 sur le site Metacritic, basé sur 40 commentaires collectés. En France, le film recueille une note moyenne de 3,0⁄5 sur le site Allociné, recensant 20 commentaires collectés.

## Bande-originale
- Man! I Feel Like a Woman! - Shania Twain
- String Quartet No.14 in C sharp minor, Op.131 - Ludwig van Beethoven
- Didn't Think It Would Turn Out Bad -  Jon Brion
- Wouldn't Have It Any Other Way -  Jon Brion
- Revolving Door - Jon Brion
- Over Our Heads - Jon Brion
- Strangest Times - Jon Brion
- JB's Blues - Jon Brion
- I Get What It's About - Jon Brion
- You Learn True to Yourself - Jon Brion
- Ska - Jon Brion
- Monday - Jon Brion
- You Can't Take It with You - Jon Brion